# 金曲捞之挑战主打歌
《金曲捞之挑战主打歌》，是中国大陆江苏卫视悬疑竞猜类音乐综艺节目《金曲捞》的第二季。区别于上一季由原唱和唤醒师同唱一首歌的形式，本季节目对赛制作出了全新升级。每期由一位原唱歌手对抗三位金曲守护人，以自己的非主打歌与主打歌同台PK。《金曲捞之挑战主打歌》依旧由《金曲捞》系列节目制作人王希及其团队打造，由李好、薛之谦联合主持。节目于2018年7月4日在南京国际博览中心启动录制，2018年7月20日起每週五22:00接档《嗨，唱起来！》播出。歌曲版权由腾讯音乐娱乐集团独家取得，并通过旗下的QQ音乐、酷狗音乐、酷我音乐联合发行。

## 赛制
第二季的赛制较第一季作出了全新升级。在前11场的常规竞演中，每场将邀请一位原唱歌手，并携带三首非主打歌曲，向自己的三首主打歌发起挑战。此外，每场竞演还将邀请三位金曲守护人，主打歌由三位金曲守护人守护。现场500名大众听审分为60后、70后、80后、90后和00后五个年龄层次，每个年龄层次各100人，大众听审在歌曲演唱过程中行使选择权。歌曲演唱开始，选择通道正式开启。演唱结束，选择通道关闭。每首歌曲的受欢迎度将会分年龄段进行统计。每轮两首歌曲演唱结束后，非主打歌在至少三个年龄段的大众听审中获得较高的受欢迎度，即为挑战成功。反之，则为挑战失败。
从第五期开始，节目新增金曲守护团团长，由刘维固定担任，金曲守护团团长可为每轮挑战选派歌曲。
在最后的「金曲盛典」，刘维和薛之谦将分别作为金曲守护团和金曲挑战团团长，并各自带领三位团员进行一对一对抗，两位团长在此过程中各有一次帮唱权利。此外，两位团长还将分别与自己的团员合唱一首歌曲。金曲挑战团将以1980—2010年代间的四首冷门歌曲向对应年代的主打歌发起挑战，以此致敬改革开放40週年。投票规则与常规竞演相同，时间改为每轮两首歌曲全部演唱完毕后。

## 节目列表

### 第一期
本期是《金曲捞之挑战主打歌》的首场竞演，于北京时间2018年7月20日晚上10时在江苏卫视首播。参加本期节目的原唱歌手为任贤齐，三位金曲守护人分别为白举纲、刘维和郁可唯，四位嘉宾共同演唱了开场曲《浪花一朵朵》（原唱：任贤齐、阿牛、光良）。
| 金曲捞之挑战主打歌 第一期 2018年7月20日 主持人：李好、薛之谦 |          |        |                      |        |          |               |          |
| 出场组别                                                     | 出场顺序 | 歌手   | 演唱曲目             | 作词   | 作曲     | 编曲          | 结果     |
| 一                                                           | 1        | 白举纲 | 《我是一只鱼》       | 刘思铭 | 刘志宏   | 郭小峰 白举纲 | 挑战失败 |
| 一                                                           | 2        | 任贤齐 | 《一个人》           | 莫 那  | 莫 那    | 宋 涛         | 挑战失败 |
| 二                                                           | 3        | 刘 维  | 《对面的女孩看过来》 | 阿 牛  | 阿 牛    | 赵 兆 赵连帅  | 挑战成功 |
| 二                                                           | 4        | 任贤齐 | 《还有我》           | 任贤齐 | 任贤齐   | 柒 玖         | 挑战成功 |
| 三                                                           | 5        | 郁可唯 | 《天涯》             | 陈 没  | 中岛美雪 | 陳 迪         | 挑战成功 |
| 三                                                           | 6        | 任贤齐 | 《兄弟》             | 刘思铭 | 刘志宏   | 周禹成        | 挑战成功 |

### 第二期
本期是《金曲捞之挑战主打歌》的第二场竞演，于北京时间2018年7月27日晚上10时在江苏卫视首播。参加本期节目的原唱歌手为郑少秋，三位金曲守护人分别为胡夏、陈芳语和汪小敏，四位嘉宾共同演唱了开场曲《世间始终你好》（原唱：罗文、甄妮）。
| 金曲捞之挑战主打歌 第二期 2018年7月27日 主持人：李好、薛之谦 |          |        |                  |        |        |              |          |
| 出场组别                                                     | 出场顺序 | 歌手   | 演唱曲目         | 作词   | 作曲   | 编曲         | 结果     |
| 一                                                           | 1        | 胡 夏  | 《天大地大》     | 陆醒华 | 左宏元 | 赵 兆 赵连帅 | 挑战失败 |
| 一                                                           | 2        | 郑少秋 | 《留香曲》       | 黄 霑  | 徐嘉良 | 赵连帅       | 挑战失败 |
| 二                                                           | 3        | 陈芳语 | 《摘下满天星》   | 黄 霑  | 徐嘉良 | 赵 兆 宋 涛  | 挑战成功 |
| 二                                                           | 4        | 郑少秋 | 《男人四十》[a]  | 潘伟源 | 徐嘉良 | 赵连帅       | 挑战成功 |
| 三                                                           | 5        | 汪小敏 | 《笑看风云》     | 黄 霑  | 徐嘉良 | 赵 兆        | 挑战成功 |
| 三                                                           | 6        | 郑少秋 | 《大时代小访客》 | 黄 霑  | 徐嘉良 | 赵连帅       | 挑战成功 |

^  a. 节目中误作《男人四十一头家》

### 第三期
本期是《金曲捞之挑战主打歌》的第三场竞演，于北京时间2018年8月3日晚上10时在江苏卫视首播。参加本期节目的原唱歌手为吴克群，三位金曲守护人分别为马伯骞、李嘉格和汪苏泷，四位嘉宾共同演唱了开场曲《冬天里的一把火》（原唱：高凌风）。
| 金曲捞之挑战主打歌 第三期 2018年8月3日 主持人：李好、薛之谦 |          |        |              |        |        |        |          |
| 出场组别                                                    | 出场顺序 | 歌手   | 演唱曲目     | 作词   | 作曲   | 编曲   | 结果     |
| 一                                                          | 1        | 马伯骞 | 《将军令》   | 吴克群 | 吴克群 | 周禹成 | 挑战成功 |
| 一                                                          | 2        | 吴克群 | 《男佣》     | 吴克群 | 吴克群 | 宋 涛  | 挑战成功 |
| 二                                                          | 3        | 李嘉格 | 《大舌头》   | 吴克群 | 吴克群 | 周禹成 | 挑战成功 |
| 二                                                          | 4        | 吴克群 | 《寄生》     | 吴克群 | 吴克群 | 赵连帅 | 挑战成功 |
| 三                                                          | 5        | 汪苏泷 | 《为你写诗》 | 吴克群 | 吴克群 | 赵连帅 | 挑战失败 |
| 三                                                          | 6        | 吴克群 | 《没关系》   | 吴克群 | 吴克群 | 宋 涛  | 挑战失败 |

### 第四期
本期是《金曲捞之挑战主打歌》的第四场竞演，于北京时间2018年8月10日晚上10时在江苏卫视首播。参加本期节目的原唱歌手为周笔畅，三位金曲守护人分别为刘惜君、陈楚生和袁成杰，四位嘉宾共同演唱了开场曲《岁月神偷》（原唱：金玟岐）。
| 金曲捞之挑战主打歌 第四期 2018年8月10日 主持人：李好、薛之谦 |          |        |                    |        |                  |                            |          |
| 出场组别                                                     | 出场顺序 | 歌手   | 演唱曲目           | 作词   | 作曲             | 编曲                       | 结果     |
| 一                                                           | 1        | 刘惜君 | 《笔记》           | 黄友桢 | 黄友桢           | 柒 玖                      | 挑战成功 |
| 一                                                           | 2        | 周笔畅 | 《黑苹果》         | 葛大為 | 小 安            | 周禹成                     | 挑战成功 |
| 二                                                           | 3        | 陈楚生 | 《谁动了我的琴弦》 | 小 柯  | 小 柯            | 劉胡軼                     | 挑战失败 |
| 二                                                           | 4        | 周笔畅 | 《无人岛》         | 崔惟楷 | Jae Chong 孔令奇 | Tre Jean-Marie Ben Macklin | 挑战失败 |
| 三                                                           | 5        | 袁成杰 | 《别忘了》         | 吴青峰 | 吴青峰           | 柒 玖                      | 挑战成功 |
| 三                                                           | 6        | 周笔畅 | 《福尔摩斯》       | 葛大为 | 郭 顶            | 赵 兆 赵连帅               | 挑战成功 |

### 第五期
本期是《金曲捞之挑战主打歌》的第五场竞演，于北京时间2018年8月17日晚上10时在江苏卫视首播。参加本期节目的原唱歌手为邓紫棋，三位金曲守护人分别为张芸京、白举纲和刘宇宁，金曲守护团与邓紫棋依次演唱了开场曲《喜欢你》（原唱：Beyond）和《泡沫》。
| 金曲捞之挑战主打歌 第五期 2018年8月17日 主持人：李好、薛之谦 |          |        |                    |        |                        |              |          |
| 出场组别                                                     | 出场顺序 | 歌手   | 演唱曲目           | 作词   | 作曲                   | 编曲         | 结果     |
| 一                                                           | 1        | 张芸京 | 《A.I.N.Y.》       | 邓紫棋 | Lupo Groinig 邓紫棋    | 赵连帅       | 挑战成功 |
| 一                                                           | 2        | 邓紫棋 | 《来自天堂的魔鬼》 | 邓紫棋 | 邓紫棋                 | Lupo Groinig | 挑战成功 |
| 二                                                           | 3        | 白举纲 | 《后会无期》       | 邓紫棋 | Arthur Kent Sylvia Dee | 白举纲 赵 兆 | 挑战失败 |
| 二                                                           | 4        | 邓紫棋 | 《再见》           | 邓紫棋 | 邓紫棋                 | Lupo Groinig | 挑战失败 |
| 三                                                           | 5        | 刘宇宁 | 《光年之外》       | 邓紫棋 | 邓紫棋                 | 周禹成       | 挑战失败 |
| 三                                                           | 6        | 邓紫棋 | 《单行的轨道》     | 邓紫棋 | 邓紫棋                 | Lupo Groinig | 挑战失败 |

### 第六期
本期是《金曲捞之挑战主打歌》的第六场竞演，于北京时间2018年8月24日晚上10时在江苏卫视首播。参加本期节目的原唱歌手为李克勤，三位金曲守护人分别为郭静、袁成杰和金池，金曲守护团与李克勤共同演唱了开场曲《丑八怪》（原唱：薛之谦）。
| 金曲捞之挑战主打歌 第六期 2018年8月24日 主持人：李好、薛之谦 |          |        |                |        |            |              |          |
| 出场组别                                                     | 出场顺序 | 歌手   | 演唱曲目       | 作词   | 作曲       | 编曲         | 结果     |
| 一                                                           | 1        | 郭 静  | 《红日》       | 李克勤 | 立川俊之   | 柒 玖        | 挑战成功 |
| 一                                                           | 2        | 李克勤 | 《深深深》     | 李克勤 | 林慕德     | 陳 迪        | 挑战成功 |
| 二                                                           | 3        | 袁成杰 | 《护花使者》   | 潘伟源 | 长谷川集平 | 宋 涛        | 挑战成功 |
| 二                                                           | 4        | 李克勤 | 《一生何求》   | 何厚华 | 殷文琦     | 柒 玖        | 挑战成功 |
| 三                                                           | 5        | 金 池  | 《月半小夜曲》 | 向雪怀 | 河合奈保子 | 赵 兆 赵连帅 | 挑战失败 |
| 三                                                           | 6        | 李克勤 | 《空中飞人》   | 易家扬 | 伍仲衡     | 赵 兆 赵连帅 | 挑战失败 |

### 第七期
本期是《金曲捞之挑战主打歌》的第七场竞演，于北京时间2018年8月31日晚上10时在江苏卫视首播。参加本期节目的原唱歌手为赵传，三位金曲守护人分别为金志文、黄绮珊和黄雅莉，金曲守护团与赵传共同演唱了开场曲《我是一只小小鸟》。
| 金曲捞之挑战主打歌 第七期 2018年8月31日 主持人：李好、薛之谦 |          |        |                            |        |        |              |          |
| 出场组别                                                     | 出场顺序 | 歌手   | 演唱曲目                   | 作词   | 作曲   | 编曲         | 结果     |
| 一                                                           | 1        | 金志文 | 《我很丑可是我很温柔》     | 李格弟 | 黄韵玲 | 赵 兆 柒 玖  | 挑战成功 |
| 一                                                           | 2        | 赵 传  | 《请不要在别人的肩上哭泣》 | 周治平 | 羅紘武 | 赵 兆 赵连帅 | 挑战成功 |
| 二                                                           | 3        | 黄绮珊 | 《爱要怎么说出口》         | 李宗盛 | 李宗盛 | 赵 兆        | 挑战失败 |
| 二                                                           | 4        | 赵 传  | 《爱我就给我》             | 李宗盛 | 李宗盛 | 陳 迪        | 挑战失败 |
| 三                                                           | 5        | 黄雅莉 | 《勇敢一点》               | 袁惟仁 | 袁惟仁 | 宋 涛        | 挑战成功 |
| 三                                                           | 6        | 赵 传  | 《一颗滚石》               | 易家扬 | 赵 传  | Kenn C       | 挑战成功 |

### 第八期
本期是《金曲捞之挑战主打歌》的第八场竞演，为「她战纪」系列的首场竞演，于北京时间2018年9月7日晚上10时在江苏卫视首播。参加本期节目的原唱歌手为蔡健雅，三位金曲守护人分别为弦子、汪小敏和丁噹，金曲守护团与蔡健雅共同演唱了开场曲《红色高跟鞋》。此外，本场还邀请到罗云熙作为金曲旁听生。
| 金曲捞之挑战主打歌 第八期 2018年9月7日 主持人：李好、薛之谦 |          |          |                        |        |        |             |          |
| 出场组别                                                    | 出场顺序 | 歌手     | 演唱曲目               | 作词   | 作曲   | 编曲        | 结果     |
| 一                                                          | 1        | 弦 子    | 《Beautiful Love》     | 葛大為 | 阿 沁  | 柒 玖       | 挑战成功 |
| 一                                                          | 2        | 蔡健雅   | 《被驯服的象》         | 徐熙娣 | 蔡健雅 | 蔡健雅      | 挑战成功 |
| 二                                                          | 3        | 刘 维[a] | 《别找我麻烦》         | 蔡健雅 | 蔡健雅 | 赵 兆       | 挑战失败 |
| 二                                                          | 4        | 蔡健雅   | 《十万毫升泪水》       | 小 寒  | 蔡健雅 | 赵 兆 柒 玖 | 挑战失败 |
| 三                                                          | 5        | 丁 噹    | 《达尔文》             | 小 寒  | 蔡健雅 | 赵 兆 宋 涛 | 挑战成功 |
| 三                                                          | 6        | 蔡健雅   | 《下一次爱情来的时候》 | 姚 谦  | 蔡健雅 | 刘志远      | 挑战成功 |

^  a. 此曲原由汪小敏选择，及后经过金曲守护团共同商议，汪小敏决定将守护权转予刘维

### 第九期
本期是《金曲捞之挑战主打歌》的第九场竞演，为「她战纪」系列的第二场竞演，于北京时间2018年9月14日晚上10时在江苏卫视首播。参加本期节目的原唱歌手为许美静，两位金曲守护人分别为汪苏泷和汪小敏，金曲守护团与许美静共同演唱了开场曲《城里的月光》，团长刘维亦参与本期的守护任务。金曲大使薛之谦因工作档期安排而缺席本场录制。
| 金曲捞之挑战主打歌 第九期 2018年9月14日 主持人：李好 |          |        |                  |               |        |              |          |
| 出场组别                                             | 出场顺序 | 歌手   | 演唱曲目         | 作词          | 作曲   | 编曲         | 结果     |
| 一                                                   | 1        | 汪苏泷 | 《遗憾》         | 陈佳明        | 陈佳明 | 赵连帅       | 挑战失败 |
| 一                                                   | 2        | 许美静 | 《听那星光歌唱》 | 陈佳明        | 陈佳明 | 吴庆隆       | 挑战失败 |
| 二                                                   | 3        | 刘 维  | 《都是夜归人》   | 陈佳明        | 陈佳明 | 赵 兆 周禹成 | 挑战失败 |
| 二                                                   | 4        | 许美静 | 《寄托》         | 许美静 陈佳明 | 陈佳明 | 赵连帅       | 挑战失败 |
| 三                                                   | 5        | 汪小敏 | 《蔓延》         | 陈佳明        | 陈佳明 | 柒 玖        | 挑战成功 |
| 三                                                   | 6        | 许美静 | 《铁窗》         | 陈佳明        | 陈佳明 | 万恩全       | 挑战成功 |

### 第十期
本期是《金曲捞之挑战主打歌》的第十场竞演，为「她战纪」系列的最后一场竞演，于北京时间2018年9月21日晚上10时在江苏卫视首播。金曲守护团团长刘维因工作档期安排而缺席本场录制，本期由原担任金曲大使的薛之谦代行其职，并同时参与本期的守护任务。参加本期节目的原唱歌手为许茹芸，两位金曲守护人分别为郁可唯和张远，金曲守护团与许茹芸共同演唱了开场曲《爱情电影》（原唱：许茹芸、熊天平）。
| 金曲捞之挑战主打歌 第十期 2018年9月21日 主持人：李好 |          |        |                |               |        |              |          |
| 出场组别                                             | 出场顺序 | 歌手   | 演唱曲目       | 作词          | 作曲   | 编曲         | 结果     |
| 一                                                   | 1        | 郁可唯 | 《如果云知道》 | 季忠平 许常德 | 季忠平 | 赵 兆 柒 玖  | 挑战成功 |
| 一                                                   | 2        | 许茹芸 | 《好听》       | 吴克群        | 吴克群 | 鸦片丹       | 挑战成功 |
| 二                                                   | 3        | 薛之谦 | 《独角戏》     | 许常德        | 季忠平 | 赵 兆 陳 迪  | 挑战失败 |
| 二                                                   | 4        | 许茹芸 | 《半首歌》     | 袁惟仁        | 袁惟仁 | 赵 兆 周禹成 | 挑战失败 |
| 三                                                   | 5        | 张 远  | 《泪海》       | 季忠平 许常德 | 季忠平 | 宋 涛        | 挑战失败 |
| 三                                                   | 6        | 许茹芸 | 《飞行时光》   | 吴青峰        | 吴青峰 | 苏打绿       | 挑战失败 |

### 第十一期
本期是《金曲捞之挑战主打歌》的第十一场竞演，于北京时间2018年9月28日晚上10时在江苏卫视首播。金曲守护团团长刘维因筹备金曲盛典而缺席本场录制，本期由袁成杰代行其职。参加本期节目的原唱歌手为薛之谦（不同时担任金曲大使），三位金曲守护人分别为白举纲、刘宇宁和阿兰，金曲守护团与薛之谦共同演唱了开场曲《演员》。
| 金曲捞之挑战主打歌 第十一期 2018年9月28日 主持人：李好 |          |        |                  |        |        |               |          |
| 出场组别                                               | 出场顺序 | 歌手   | 演唱曲目         | 作词   | 作曲   | 编曲          | 结果     |
| 一                                                     | 1        | 白举纲 | 《绅士》         | 薛之谦 | 薛之谦 | 郭小峰 白举纲 | 挑战成功 |
| 一                                                     | 2        | 薛之谦 | 《其实》         | 薛之谦 | 薛之谦 | 赵 兆 赵连帅  | 挑战成功 |
| 二                                                     | 3        | 刘宇宁 | 《刚刚好》       | 薛之谦 | 薛之谦 | 柒 玖         | 挑战成功 |
| 二                                                     | 4        | 薛之谦 | 《高尚》         | 薛之谦 | 周以力 | 赵 兆         | 挑战成功 |
| 三                                                     | 5        | 阿 兰  | 《你还要我怎样》 | 薛之谦 | 薛之谦 | 宋 涛         | 挑战成功 |
| 三                                                     | 6        | 薛之谦 | 《传说》         | 薛之谦 | 薛之谦 | 未公布        | 挑战成功 |

### 第十二期
本期是《金曲捞之挑战主打歌》的第十二场竞演，为「金曲盛典」，于北京时间2018年10月5日晚上10时在江苏卫视首播。参加本期节目的三位挑战者分别为郁可唯、汪小敏和汪苏泷，三位金曲守护人分别为李玖哲、洪雨雷和罗中旭。
| 金曲捞之挑战主打歌 第十二期 金曲盛典 2018年10月5日 主持人：李好 |          |                             |                  |        |        |        |               |          |
| 出场组别                                                        | 出场顺序 | 歌手                        | 演唱曲目         | 原唱   | 作词   | 作曲   | 编曲          | 结果     |
| 一                                                              | 1        | 刘 维 李玖哲 洪雨雷 罗中旭  | 《上海滩》       | 叶丽仪 | 黄 霑  | 顾嘉煇 | 陳 迪         | 挑战成功 |
| 一                                                              | 2        | 薛之谦 郁可唯 汪小敏 汪苏泷 | 《昨夜星辰》     | 林淑容 | 吴 桓  | 张勇强 | 赵连帅        | 挑战成功 |
| 二                                                              | 3        | 李玖哲                      | 《心如刀割》     | 张学友 | 黎沸挥 | 黎沸挥 | 柒 玖         | 挑战失败 |
| 二                                                              | 4        | 郁可唯                      | 《为你》         | 陈 明  | 浮 克  | 浮 克  | 太空魔方      | 挑战失败 |
| 三                                                              | 5        | 刘 维 洪雨雷                | 《菊花台》       | 周杰伦 | 方文山 | 周杰伦 | 赵连帅        | 挑战成功 |
| 三                                                              | 6        | 汪小敏                      | 《柠檬草的味道》 | 蔡依林 | 李焯雄 | 李偲菘 | 柒 玖         | 挑战成功 |
| 四                                                              | 7        | 罗中旭                      | 《消愁》         | 毛不易 | 毛不易 | 毛不易 | 赵 兆         | 挑战成功 |
| 四                                                              | 8        | 薛之谦 汪苏泷               | 《违背的青春》   | 薛之谦 | 薛之谦 | 薛之谦 | 金志文 李文魁 | 挑战成功 |

## 收视率
| 中国大陆 江苏卫视 首播收视率 （CSM52） |               |        |          |      |                                                         |
| 集數                                   | 播出日期      | 收视率 | 收视份额 | 排名 | 備註                                                    |
| 1                                      | 2018年7月20日 | 0.651  | 3.69     | 4    | 湖南《中餐厅第二季》开播 浙江《2018中国好声音》暂停播映 |
| 2                                      | 2018年7月27日 | 0.652  | 3.71     | 6    | 浙江《2018中国好声音》复播                              |
| 3                                      | 2018年8月3日  | 0.453  | 2.71     | 8    |                                                         |
| 4                                      | 2018年8月10日 | 0.546  | 3.24     | 6    |                                                         |
| 5                                      | 2018年8月17日 | 0.513  | 3.37     | 6    |                                                         |
| 6                                      | 2018年8月24日 | 0.493  | 3.12     | 5    |                                                         |
| 7                                      | 2018年8月31日 | 0.476  | 3.52     | 4    |                                                         |
| 8                                      | 2018年9月7日  | 0.381  | 2.46     | 7    |                                                         |
| 9                                      | 2018年9月14日 | 0.460  | 3.12     | 7    |                                                         |
| 10                                     | 2018年9月21日 | 0.414  | 2.70     | 8    |                                                         |
| 11                                     | 2018年9月28日 | 0.287  | 2.40     | 7    |                                                         |
| 12                                     | 2018年10月5日 | 0.399  | 2.77     | 7    | 湖南《中餐厅第二季》完结                                |

1. 同时段或交叉时段主要节目：
  - 湖南卫视：《中餐厅2》
  - 浙江卫视：《2018中国好声音》、《真声音》
2. 数据由广视索福瑞提供，调查范围为四岁以上之观众。
3. 以上收视排名不包括央视在内。
4. 资料来源：卫视这些事儿、卫视小露电。
5. 排名为週五晚间所有综艺节目的排名，并不一定为同一时段。

## 综艺节目的变迁
| 中国大陆 江苏卫视 每週五 22:00—00:00         | 中国大陆 江苏卫视 每週五 22:00—00:00               | 中国大陆 江苏卫视 每週五 22:00—00:00 |
| -------------------------------------------- | -------------------------------------------------- | ------------------------------------ |
|                                              | 金曲捞之挑战主打歌 （2018年7月20日—2018年10月5日） |                                      |
| 嗨，唱起来！ （2018年4月27日—2018年7月13日） | 最美的时光 （2018年11月23日[a]—2019年2月8日）      |                                      |
| 金曲捞系列节目变迁                           |                                                    |                                      |
| 金曲捞 （2017年4月14日—2017年6月30日）       | 金曲捞之挑战主打歌 （2018年7月20日—2018年10月5日） | —                                    |

- ^  a. 11月16日播出《最美的时光前传》。